# Sato Dai
Dai Sato (sinh ngày 16 tháng 8 năm 1971) là một cầu thủ bóng đá người Nhật Bản.

## Sự nghiệp câu lạc bộ
Dai Sato đã từng chơi cho Kashiwa Reysol.

## Thống kê câu lạc bộ

### J.League
| Đội            | Năm       | J.League | J.League | J.League Cup | J.League Cup | Tổng cộng | Tổng cộng |
| Đội            | Năm       | Trận     | Bàn      | Trận         | Bàn          | Trận      | Bàn       |
| -------------- | --------- | -------- | -------- | ------------ | ------------ | --------- | --------- |
| Kashiwa Reysol | 1995      | 0        | 0        | -            | -            | 0         | 0         |
| Kashiwa Reysol | 1996      | 0        | 0        | 0            | 0            | 0         | 0         |
| Kashiwa Reysol | 1997      | 3        | 0        | 0            | 0            | 3         | 0         |
| Kashiwa Reysol | 1998      | 4        | 0        | 0            | 0            | 4         | 0         |
| Kashiwa Reysol | 1999      | 0        | 0        | 0            | 0            | 0         | 0         |
| Kashiwa Reysol | 2000      | 0        | 0        | 0            | 0            | 0         | 0         |
| Kashiwa Reysol | 2001      | 1        | 0        | 0            | 0            | 1         | 0         |
| Kashiwa Reysol | 2002      | 1        | 0        | 0            | 0            | 1         | 0         |
| Kashiwa Reysol | 2003      | 1        | 0        | 2            | 0            | 3         | 0         |
| Tổng cộng      | Tổng cộng | 10       | 0        | 2            | 0            | 12        | 0         |